# La Unión (Guerrero)
La Unión è un centro abitato del Messico, situato nello stato di Guerrero, capoluogo del comune di La Unión de Isidoro Montes de Oca.
| Controllo di autorità | VIAF (EN) 130494065 · LCCN (EN) no97025610 · J9U (EN, HE) 987007542737205171 |